# Rekiem
Rekiem foi uma banda chilena de new metal formada em 1995 pelo guitarrista Julián Durney.

## Integrantes

### Membros
- Francisco Silva (vocal)
- Rodrigo Cortés (guitarra)
- Hans Korn (baixo)
- Daniel Pierattini (teclado)
- Sebastian Stange (bateria)

### Ex-membros
- Julián Durney (guitarra)
- Gino Fuenzalida (vocal)
- Frank Slift (baixo)
- Alvaro Vidal (bateria)
- Carlos Rojas (baixo)
- Aldo Celle (baixo)
- Felipe Orellana (baixo)

## Discografia

### Unlike(1997)
1. "Lost My Crown of Thorns" - 3:37
2. "S" - 4:09
3. "Human Traction (Bestia)" - 3:15
4. "Perfect Stupid Ritual" - 1:09
5. "Failed Rockstar Fails Now on TV" - 6:03
6. "Vacanomicon - 2:43
7. "Masa" - 3:11
8. "Terrorista" - 3:58
9. "Menstrual Blood on My Tongue" - 5:23
10. "Degenerative" - 4:07
11. "Claudia Conserva Drogas" - 1:46
12. "Wormscsyeytece (Tyme)" - 6:33
13. "Huevo" - 3:51

### Apgar:0(2001)
1. "104" - 3:45
2. "No Respires" - 3:52
3. "Traga" - 4:30
4. "Todos Flotan" - 3:47
5. "Error 07" - 0:57
6. "Di Nada" - 3:54
7. "Martina" - 2:47
8. "Claroscuro" - 4:56
9. "M.L.C.A.E." - 4:24
10. "Ariete" - 5:33
11. "Cautiverio" - 5:06
12. "Catalifaud" - 27:49 (Catalifaud é uma canção de 3:12, depois em 22:22 começa uma faixa escondida chamada "Novocaina")

### Zero(2005)
1. "Imperio" - 3:45
2. "Etiquetando Cabezas" - 4:03
3. "Machaca" - 3:59
4. "Hay Monedas Sobre el Cadáver de Myriam Hernández" - 2:54
5. "Solsticio" - 3:34
6. "A los que Gobiernan" - 4:18
7. "La Demencia de tu Condena" - 2:07
8. "Acto Reflejo" - 5:24
9. "Mil Sueños" - 4:02
10. "Zero" - 4:07
11. "Resigno" - 3:53
12. "Abril 7" - 6:37
13. "Mil Sueños" (acústica) - 3:59